# Ōtomo Yoshinao
Ōtomo Yoshinao est un nom japonais traditionnel ; le nom de famille (ou le nom d'école), Ōtomo, précède donc le prénom (ou le nom d'artiste).
Ōtomo Yoshinao (大友 能直), né le 29 janvier 1172 et mort le 20 décembre 1223, est un samouraï et gokenin japonais du début de la période Kamakura. Il est un vassal proche du shogun Minamoto no Yoritomo, et est même surnommé son « favori inégalable ». Ōtomo sert comme gouverneur des provinces de Buzen et Bungo, commissaire à la défense de l'Ouest et lieutenant de la division gauche des gardes du palais intérieur (Sakon no shōgen) sous le shogunat de Kamakura. Il est également le fondateur du clan Ōtomo.

## Biographie

### Jeunesse
C'est sous le nom de Kondō Ichihōshimaru que Ōtomo naît le 29 janvier 1172, de Kondō Yoshishige, chef du canton de Furushō dans la province de Sagami. Sa famille était une noblesse de cour de rang moyen de Kyoto. Concernant sa filiation, il existe une théorie selon laquelle il était le fils illégitime de Minamoto no Yoritomo, mais cette théorie a été largement réfutée par les historiens modernes.
Après que sa sœur aînée ait épousé le fonctionnaire de la cour Nakahara no Chikayoshi (en), Ichihōshimaru devint un fils adoptif de Chikayoshi, et change de nom pour devenir Nakahara no Yoshinao. Il succéda un peu plus tard au poste de chef de canton de Ōtomo, qui lui revient via le côté maternel de la famille, et change à nouveau de nom pour devenir définitement Ōtomo Yoshinao, établissant ainsi le clan Ōtomo.

### Carrière
Dès sa jeunesse, Ōtomo a été un proche vassal du futur shogun Minamoto no Yoritomo. Après son genpuku (cérémonie de passage à l'âge adulte), il succède au poste de Commissaire à la défense de l'Ouest précédemment occupé par son père adoptif Nakahara no Chikayoshi, et devient le responsable du manoir de Ōno dans la Province de Bungo (actuelle Préfecture d'Ōita).
Dans l'Azuma Kagami, Ōtomo est décrit comme un associé très proche de Yoritomo, étant même qualifié de« favori inégalable ». Ōtomo combattit aux côtés de Minamoto dans la guerre de Genpei (il est notamment présent à la bataille de Ōshū (en) en 1189 alor qu'il n'a que 17 ans).
En 1193, lorsque le shogun subit une tentative d'assassinat perpétrée par Soga Tokimune (en) lors de l'incident de la vengeance des frères Soga (en), c'est Ōtomo qui l'empêche de tirer son sabre et de s'impliquer dans un combat dans lequel il pourrait se faire tuer.
Le 19 juillet 1199, Nakahara no Chikayoshi (en) reçoit la nouvelle que la fille du shogun, Sanman (ja) est dans un état critique, alors qu'il est présent à Kyoto. Lui et Ōtomo (aussi présent à Kyoto) rentrent immédiatement à Kamakura. C'est Ōtomo qui ramène au chevet de la princesse le médecin Tamba Tokinaga, qui ne réussit pas à la sauver (Sanman meurt le 30 juillet 1199).
Ōtomo Yoshinao mourut à Kyoto le 20 décembre 1223, à l'âge de 51 ans. Il laissa ses postes gouvernementaux à ses enfants et à sa femme Shinmyō.